# Temporada da NHL de 1943–44
A temporada da NHL de 1943–44 foi a 27.ª  temporada da National Hockey League (NHL). Seis times jogaram 50 partidas cada. 

## Temporada Regular
Em memória de Frank Calder, o antigo presidente da NHL que morreu em 1943, o Quadro de Governantes da Liga doou o Troféu Memorial Calder a ser entregue ao melhor estreante da NHL.
O Montreal Canadiens havia invertido sua situação e agora Tommy Gorman e Dick Irvintinham um time para fazer a torcida feliz. Bill Durnan resolveu os problemas no gol, mas não antes de Gorman enfrentar todos os tipos de problemas para assinar com ele. Durnan sabia seu valor, e queria uma boa quantidade. Pouco antes do primeiro jogo, Gorman concordou com suas exigências contratuais. Ele valeu cada centavo, já que ele conquistou o Troféu Vezina e os Canadiens perderam apenas 5 partidas na temporada, terminando em primeiro por uma larga margem. A nova e mais familiar "Linha do Murro" de Elmer Lach, Toe Blake, e Maurice Richard dominou o ataque e Richard marcou 32 gols. Ele substituiu Joe Benoit, que fez seu papel pelo país ao ir para as forças armadas. Richard, na verdade, foi apelidado pelo colega de time Ray Getliffe com o apelido que seria sua marca: "O Foguete".
Quando Paul Bibeault voltou do Exército, ele encontrou seu emprego perdido para o maior goleiro da NHL, Bill Durnan. Montreal concordou em emprestá-lo para Toronto, onde ele atuou muito bem, comandando os Leafs para a terceira posição e liderando a NHL com cinco partidas sem levar gol. Gus Bodnar, um central de muita habilidade, foi o melhor estreante, e pela primeira vez um time fez vencedores do Troféu Memorial Calder em anos consecutivos. De fato, Bodnar marcou o gol mais rápido de um estreante logo em sua primeira partida. Ele levou apenas 15 segundos para marcar em Ken McAuley, goleiro dos Rangers, na vitória por 5–2 sobre os enfraquecidos pela guerra Rangers.
Os Rangers despencaram para a última posição na temporada anterior e Lester Patrick estava tão desencorajado que queria suspender as operações para a temporada. Esse ano os Rangers perderam Clint Smith, Lynn Patrick, Phil Watson, e Alf Pike. O mais supreendentemente incapacitado time jogou pelos Rangers nessa temporada. As coisas estavam tão desesperadoras que o treinador Frank Boucher teve de voltar da aposentadoria para jogar algumas partidas. Mas os Rangers estabeleceram o novo recorde negativo de 6,20 gols contra, levando 310 gols em 50 jogos. Uma noite, quando Lester Patrick foi para o banco para treinar o time, por conta da ida de Frank Boucher ao funeral do irmão, os Rangers foram demolidos por 15–0 pelo Detroit, com os Red Wings estabelecendo um recorde de mais gols em uma partida, que dura até hoje. Foi uma experiência horripilante para Patrick. Apenas uma dsemana depois, Syd Howe estabeleceu o recorde atual de 6 gols em um jogo em um triunfo de 12–2 dos tristes Rangers. Os Rangers ganharam apenas 6 partidas na temporada e terminaram em um distante último lugar, a 23 pontos do quinto colocado Boston.
Chicago começou com um goleiro desconhecido, mas então o presidente e administrador-geral Bill Tobin decidiu trazer de volta Mike Karakas, que havia sido levado para uma liga menor em 1939–40 por suas atuações apagadas. Karakas era exatamente do que Black Hawks precisavam, já que ele jogou muito bem e ficou 3 partidas sem levar gols, levando a equipe aos playoffs. 
Em Boston, os Bruins perderam o astro atacante Bill Cowley devido a uma lesão após os primeiros 36 jogos. Naquele ponto da temporada, Cowley estava a caminho de atingir uma nova marca na artilharia da NHL. Após os primeiros 36 jogos ele havia marcado 30 gols e 41 assistências, com 71 pontos antes de se machucar.  Todavia, o título da artilharia ainda terminaria em Boston com o colega de linha Herb Cain marcando 82 pontos no curso de 50 jogos e marcando um novo recorde de pontos para a temporada regular. 

### Mudança de Regras
Para o início da temporada, a NHL adicionou a linha vermelha central, o que significou que os jogadores  não poderiam mais fazer passes de duas linhas fora de seu próprio lado . Isso foi feito para dar mais ofensividade ao jogo, já que os gols estavam em baixa e a torcida estava se afastando. Estranhamente, 62 anos depois, a linha vermelha foi removida exatamente pelas mesmas razões. Em ambas as épocas, os críticos disseram, "Vocês vão matar o jogo."

### Classificação Final
Nota: PJ = Partidas Jogadas, V = Vitórias, D = Derrotas, E = Empates, Pts = Pontos, GP = Gols Pró, GC = Gols Contra, PEM=Penalizações em Minutos

Times que se classificaram aos play-offs estão destacados em negrito
| National Hockey League | PJ | V  | D  | E | Pts | GP  | GC  | PEM |
| ---------------------- | -- | -- | -- | - | --- | --- | --- | --- |
| Montreal Canadiens     | 50 | 38 | 5  | 7 | 83  | 234 | 109 | 557 |
| Detroit Red Wings      | 50 | 26 | 18 | 6 | 58  | 214 | 177 | 374 |
| Toronto Maple Leafs    | 50 | 23 | 23 | 4 | 50  | 214 | 174 | 303 |
| Chicago Black Hawks    | 50 | 22 | 23 | 5 | 49  | 178 | 187 | 240 |
| Boston Bruins          | 50 | 19 | 26 | 5 | 43  | 223 | 268 | 207 |
| New York Rangers       | 50 | 6  | 39 | 5 | 17  | 162 | 310 | 253 |

### Artilheiros
PJ = Partidas Jogadas, G = Gols, A = Assistências, Pts = Pontos, PEM = Penalizações em Minutos
| Jogador       | Time                | PJ | G  | A  | Pts | PEM |
| ------------- | ------------------- | -- | -- | -- | --- | --- |
| Herb Cain     | Boston Bruins       | 48 | 36 | 46 | 82  | 4   |
| Doug Bentley  | Chicago Black Hawks | 50 | 38 | 39 | 77  | 22  |
| Lorne Carr    | Toronto Maple Leafs | 50 | 36 | 38 | 74  | 9   |
| Carl Liscombe | Detroit Red Wings   | 50 | 36 | 37 | 73  | 17  |
| Elmer Lach    | Montreal Canadiens  | 48 | 24 | 48 | 72  | 23  |
| Clint Smith   | Chicago Black Hawks | 50 | 23 | 49 | 72  | 4   |
| Bill Cowley   | Boston Bruins       | 36 | 30 | 41 | 71  | 12  |
| Bill Mosienko | Chicago Black Hawks | 50 | 32 | 38 | 70  | 10  |
| Art Jackson   | Boston Bruins       | 49 | 28 | 41 | 69  | 8   |
| Gus Bodnar    | Toronto Maple Leafs | 50 | 22 | 40 | 62  | 18  |

## Playoffs

### Semifinais
Montreal Canadiens vs. Toronto Maple Leafs
| Data        | Visitante | Placar | Mandante | Placar | Notas |
| ----------- | --------- | ------ | -------- | ------ | ----- |
| 21 de março | Toronto   | 3      | Montreal | 1      |       |
| 23 de março | Toronto   | 1      | Montreal | 5      | †     |
| 25 de março | Montreal  | 2      | Toronto  | 1      |       |
| 28 de março | Montreal  | 4      | Toronto  | 1      |       |
| 30 de março | Toronto   | 0      | Montreal | 11     |       |

†Maurice "Rocket" Richard foi nomeado a primeira, segunda e terceira estrela da partida ao marcar todos os 5 gols de Montreal, o primeiro jogador a receber essa honra
Montreal venceu a série melhor de 7 por 4-1
Chicago Black Hawks vs. Detroit Red Wings
| Data        | Visitante | Placar | Mandante | Placar | Notas |
| ----------- | --------- | ------ | -------- | ------ | ----- |
| 21 de março | Chicago   | 2      | Detroit  | 1      |       |
| 23 de março | Chicago   | 1      | Detroit  | 4      |       |
| 26 de março | Detroit   | 0      | Chicago  | 2      |       |
| 28 de março | Detroit   | 1      | Chicago  | 7      |       |
| 30 de março | Chicago   | 5      | Detroit  | 2      |       |

Chicago venceu a série melhor de 7 por 4-1

### Final da Stanley Cup
Montreal Canadiens vs. Chicago Black Hawks
| Data        | Visitante | Placar | Mandante | Placar | Notas |
| ----------- | --------- | ------ | -------- | ------ | ----- |
| 4 de abril  | Chicago   | 1      | Montreal | 5      |       |
| 6 de abril  | Montreal  | 3      | Chicago  | 1      |       |
| 9 de abril  | Montreal  | 3      | Chicago  | 2      |       |
| 13 de abril | Chicago   | 4      | Montreal | 5      | OT    |

Montreal venceu a série melhor de 7 por 4-0

## Prêmios da NHL
| Copa O'Brien:              | Chicago Black Hawks                      |
| Troféu Príncipe de Gales   | Montreal Canadiens                       |
| Troféu Memorial Calder:    | August 'Gus' Bodnar, Toronto Maple Leafs |
| Troféu Memorial Hart:      | Babe Pratt, Toronto Maple Leafs          |
| Troféu Memorial Lady Byng: | Clint Smith, Chicago Black Hawks         |
| Troféu Vezina:             | Bill Durnan, Montreal Canadiens          |

### Times das Estrelas
| Primeiro Time                     | Position | Segundo Time                               |
| --------------------------------- | -------- | ------------------------------------------ |
| Bill Durnan, Montreal Canadiens   | G        | Paul Bibeault, Toronto Maple Leafs         |
| Earl Seibert, Chicago Black Hawks | D        | Emile "Butch" Bouchard, Montreal Canadiens |
| Babe Pratt, Toronto Maple Leafs   | D        | Dit Clapper, Boston Bruins                 |
| Bill Cowley, Boston Bruins        | C        | Elmer Lach, Montreal Canadiens             |
| Lorne Carr, Toronto Maple Leafs   | RW       | Maurice Richard, Montreal Canadiens        |
| Doug Bentley, Chicago Black Hawks | LW       | Herb Cain, Boston Bruins                   |
| Dick Irvin, Montreal Canadiens    | Coach    | Hap Day, Toronto Maple Leafs               |

## Estreias
O seguinte é uma lista de jogadores importantes que jogaram seu primeiro jogo na NHL em 1943-44 (listados com seu primeiro time, asterisco(*) marca estreia nos play-offs):
- Harry Lumley, Detroit Red Wings
- Bill Durnan, Montreal Canadiens
- Don Raleigh, New York Rangers
- Gus Bodnar, Toronto Maple Leafs

## Últimos Jogos
O seguinte é uma lista de jogadores importantes que jogaram seu último jogo na NHL em 1943-44 (listados com seu último time):
- Buzz Boll, Boston Bruins
- Busher Jackson, Boston Bruins
- Frank Boucher, New York Rangers